# Jungermannia scandens
Jungermannia scandens là một loài rêu tản trong họ Jungermanniaceae. Loài này được (Mont.) Hook. f. & Taylor miêu tả khoa học lần đầu tiên năm 1844.